# Birger Forell
Birger Erland Severin Forell, född 27 september 1893 i Åsbacka, Sandarne, Söderhamns församling, död 4 juli 1958 i Borås, var en svensk präst som engagerade sig för flyktingar, förföljda, fördrivna och krigsfångar under och efter andra världskriget.

## Biografi
Efter realexamen i Söderhamn blev Forell student 1916, avlade teologisk-filosofisk examen 1917 och blev teologie kandidat 1921, avlade praktisk teologiska prov och prästvigdes samma år. Han blev först pastorsadjunkt i Uppsala, men redan samma år t.f. sjömanspräst i Rotterdam, ordinarie 1924 och t.f. kyrkoherde i Tillinge församling 1926.
1927 deltog Forell i en tysk religionsvetenskaplig forskningsresa till Indien. Där kom han i kontakt med Mahatma Gandhi. Han avbröt resan, då han fick besked om att yngste sonen Jan Sten avlidit av lunginflammation i Tillinge i slutet av januari 1927. Senare samma år avled den kvarvarande sonen Sven i Tyskland, också av lunginflammation.
År 1929 blev Forell som kyrkoherde vid Victoriaförsamlingen i Berlin och legationspredikant. Här föddes sonen Urban Forell. Urban var verksam som professor vid Köpenhamns universitet och avled sommaren 2021.
Birger Forell stödde Bekännelsekyrkan inom den tyska kyrkan och hjälpte förföljda i Nazityskland och övervakades av Gestapo. Efter påtryckningar av nazisterna kallades han hem till Sverige och var präst i Carolikyrkan i Borås 1942–1951. Erik Perwe och Erik Myrgren förde Forells arbete vidare i Berlin med att hjälpa flyktingar undan nazisterna.
År 1943 skickades han av Kyrkornas världsråd för att ta hand om tyska krigsfångar i Storbritannien. 1944 grundade han Kommittén för kristen efterkrigshjälp i Borås. År 1947 engagerade han sig för staden Espelkamp som en stad för flyktingar (Flüchtlingsstadt Espelkamp). Hans arbete fortsatte med Schwedenhilfe och utdelandet av livsmedel, kläder och pengar. 1951 slutade han som präst i Borås och grundade Deutsch-Schwedische Flüchtlingshilfe som hjälpte fördrivna bönder att hitta en ny tillvaro. 1960 avslutade Flüchtlingshilfe sin verksamhet och arbetet fortsatte i Birger-Forell-Stiftung e.V. fram till 2000.

## Utmärkelser
Birger Forell har fått Birger-Forell-Platz och Birger-Forell-Grundschule i stadsdelen Wilmersdorf uppkallade efter sig, liksom Birger-Forell-Realschule i Espelkamp och Birger-Forell-Strasse i Neugnadenfeld.
På Svenska kyrkan i Berlin finns en minnesplakett över Birger Forell. År 1993 utgavs ett tyskt frimärke till minne av hans hundraårsdag. I Sverige finns Birger Forells plan i Borås.

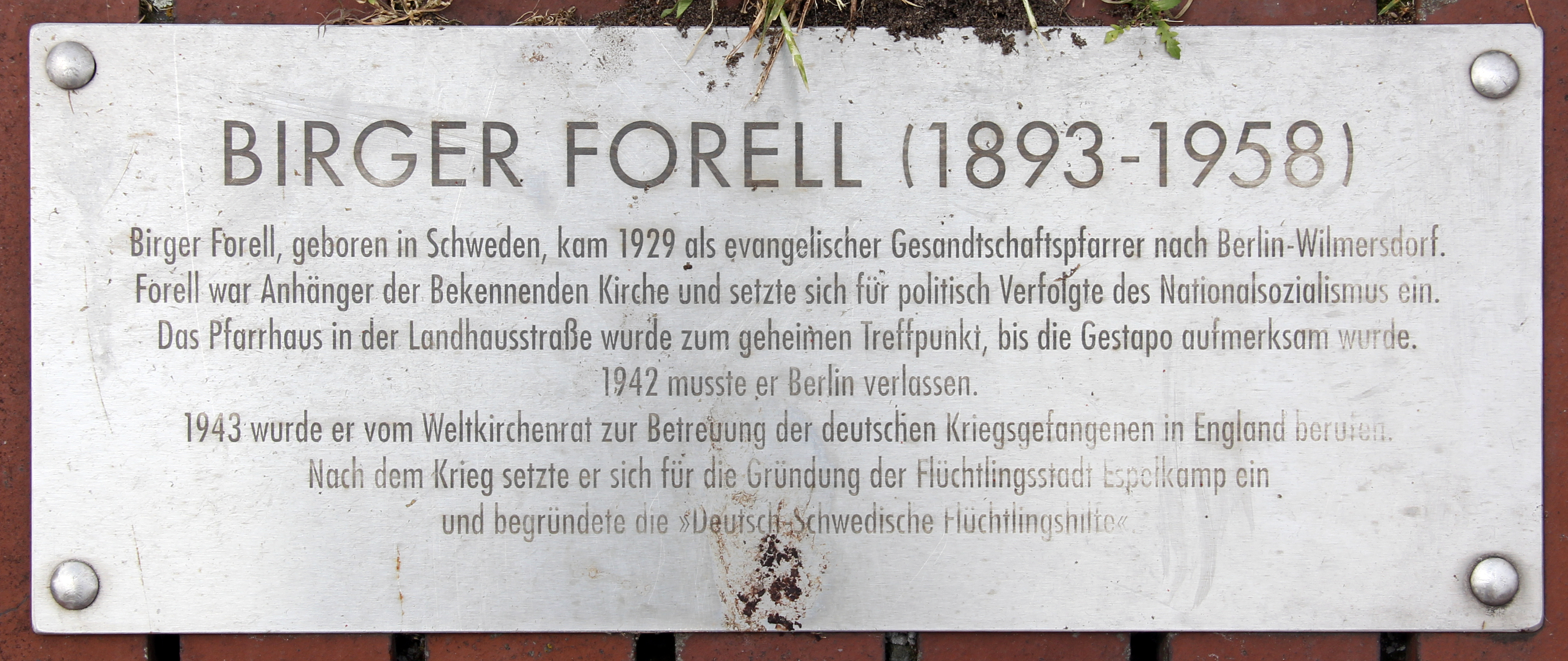
Minnesplakett vid Birger-Forell-Platz i Berlin-Wilmersdorf.